# Dale Carnegie
Dale Breckenridge Carnegie (n. 24 noiembrie 1888 – d. 1 noiembrie 1955, cunoscut și sub numele de Carnagey până în anul 1922 când l-a schimbat) a fost un celebru autor american de cărți de literatură despre auto-îmbunătățire, salesmanship (practica de a investiga și a satisface nevoile clienților printr-un proces care să fie eficient, echitabil, sincer, reciproc avantajos și care vizează pe termen lung o relație productivă), vorbit în public și abilități interpersonale.
Născut în sărăcie la o fermă din Missouri, a fost autorul cărții How to Win Friends and Influence People (Cum să câștigi prieteni și să influențezi oameni) lansată în anul 1936, un masiv bestseller care a rămas popular până în zilele noastre. De asemenea a mai scris How to Stop Worrying and Start Living (Cum să te oprești din îngrijorare și să începi să trăiești) scrisă în 1948 și alte câteva cărți.
Una dintre ideile de bază în cărțile sale este faptul că este posibil să schimbi comportamentul altor oameni prin schimbarea reacțiilor lor.

## Biografie
Născut în 1888 în Maryville, Missouri, Carnegie era al doilea fiu al lui James William Carnagey (n. Indiana, February 1852 – încă trăia în 1910) și a soției lui Amanda Elizabeth Harbison (n. Missouri, February 1858 – încă trăia în 1910). În anii de adolescență, deși trebuia să se trezească la 4 dimineața zilnic pentru a ajuta parinții în ferma, a reușit să obțină o educație la State Teacher's College în Warrensburg. Primul său loc de muncă după facultate a fost vânzarea cursurilor prin corespondență pentru fermieri, apoi a trecut la vânzarea de slănină, săpun și untură pentru Armour & Company. Succesul lui a început prin a fi primul la vânzări în teritoriul lui South Omaha, Nebraska, mai apoi devenind directorul național al firmei sale.
După ce a strâns 500 de dolari, Dale Carnegie renunță la vânzări în 1911 pentru a urmări visul vieții lui de a deveni un învățător pentru Chautauqua (o mișcare de educație pentru adulți în Statele Unite, foarte populară la sfârșitul secolului al XIX-lea și începutul secolului XX).
În 1912 este angajat de Young Men Christian Association să predea cursuri pentru adulți și descoperă, accidental, o metodă prin care poate diminua teama celor care vorbesc în fața unui public numeros. Astfel începe faimoasa carieră de orator și autor de succes a lui Dale Carnegie.